# Lithacodia distinguenda
Protodeltote distinguenda là một loài bướm đêm trong họ Noctuidae.